# Szent Pál-székesegyház (London)
A Szent Pál-székesegyház (angolul: St Paul's Cathedral) katedrális Londonban, a Cityben, a Ludgate Hill tetején, ami London legmagasabb pontja. Európa 5. legnagyobb temploma.

## Története
Már az 5. században volt itt egy templom, ezt 1999-ben tárták fel. Először Christopher Wren, a székesegyház akkori építésze számolt be egy régebbi szentély maradványairól, amit feltehetően a római korban szenteltek fel. Az utána épült kisebb templom 1087-ben egy tűzvészben leégett. A 13. századi, a mai templom elődje, az úgynevezett „régi Szent Pál-székesegyház” (Old St Paul's Cathedral) gótikus stílusban épült. 1561-ben villám csapott az épület tornyába, ami ennek következtében leomlott. Az 1666-os nagy londoni tűzvészben a székesegyház szó szerint porig égett. Az akkor 35 éves tekintélyes, befolyásos csillagászt és építészt, Sir Christopher Wrent kérték fel, hogy építse újjá a kegyhelyet. 1710-ben 35 év építkezés után Wren átadta legújabb remekművét Anglia népének. A második világháború alatt a katedrális a városrésszel együtt súlyos károkat szenvedett a bombázások alatt.

## Ünnepek, szertartások színhelye és a kripta
Számos híres esküvő színhelye is volt a székesegyház, pl. itt házasodott össze Diana hercegnő és Károly walesi herceg is, hasonlóan nevezetes gyászszertartások helyszínéül is szolgált az idők során, pl.  Winston Churchillt,  George Malloryt  és  Margaret Thatchert is itt búcsúztatták. Az utóbbi 200 év királyainak és királynőinek jubileumi ünnepségei is itt zajlottak, így Viktória királynő és II. Erzsébet ünnepi szertartásai is. A székesegyház mindezen túl egyfajta nemzeti temetkezési helyként is ismert: Anglia nagyjai közül, akinek végső nyughelyét nem találjuk a Westminster-apátságban, az több mint valószínű, hogy itt, Európa egyik legnagyobb kriptájában - több, mint 200 híres személy sírja van itt - lett eltemetve. Így itt leljük meg Horatio Nelson admirális, Arthur Wellesley, Wellington első hercege,  a festő William Turner, a penicillin „atyja” Alexander Fleming, a modern nővérképzés megalapítója Florence Nightingale, vagy a mozivásznon is elhíresedett Arábiai Lawrence és a 16-17. századi neves költő, John Donne sírját is (ő egyébként a katedrális dékánja is volt). Itt lelt örök nyugalomra maga az építész, Wren is, akinek egyszerű, de méltán híres sírfelirata így hangzik: „Lector, si monumentum requiris, circumspice”, azaz „Olvasó, ha emlékművét keresed, nézz körül”.

## Építészeti megoldások

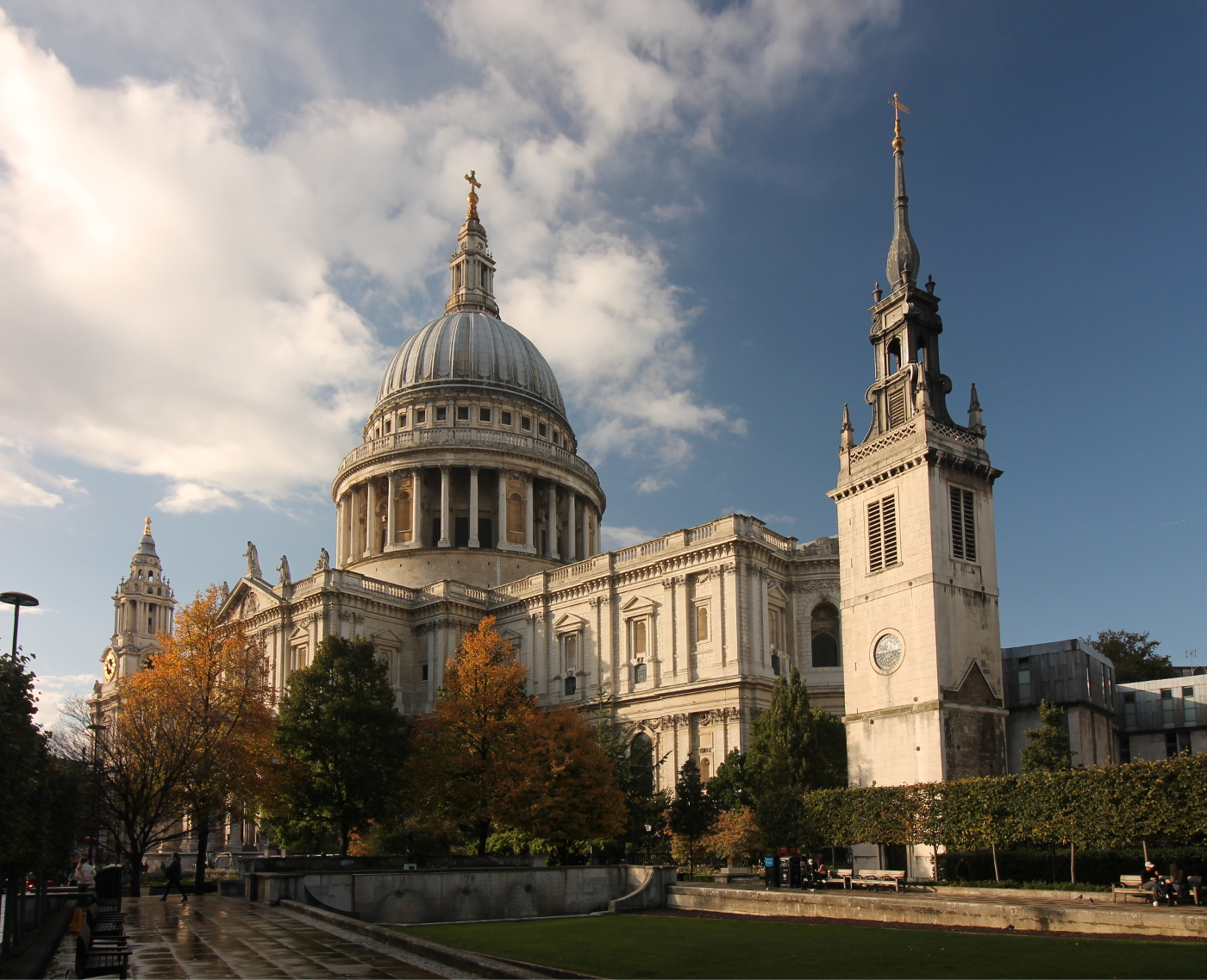
A székesegyház délkeletről, mellette az egykori Szent Ágoston-templom tornya

Wrennek nehéz dolga volt, mivel azt kérték tőle, az épület klasszicista hangulatú legyen ám tagolása inkább a gótikus székesegyházakéra emlékeztessen. A megrendelő hosszú hajót és karzatot is kivánt, de ehhez magas falak kellettek, melyekről tudvalevő, hogy megfelelő támószerkezet híján könnyen leomolhatnak. Ezért Wren kénytelen volt speciális tartógerendákat alkalmazni, ám ezek nem illetek volna a klasszicista hangulatba, ezért ő egyszerűen álfalakat emeltetett eléjük, így azok nem szúrtak szemet. A templomhajó 28 m magas. A székesegyház 175 m hosszú. A második világháborús német bombázásokat is túlélte. 1723-ban ebben az épületben helyezték örök nyugalomra magát a tervezőjét is. A székesegyház kupolájának átmérője 31 méter, 11 méterrel kisebb, mint a Szt. Péter-székesegyházé. 30 méter magasan húzódó, belső körfolyosója az úgynevezett Suttogó-folyosó (Whispering Gallery), ami arra utal, hogy a kupola alatt a korlát egyik felén elsuttogott szó a túloldalon is tisztán érthető. A katedrális északi harangtornyában 1878 óta tizenkét darabos harangjáték szól, míg a déli, toronyórával díszített harangtoronyban az 1882-ben öntött, 360 mázsás „Great Paul” (Nagy Pál) harang zúg.

### Kupola

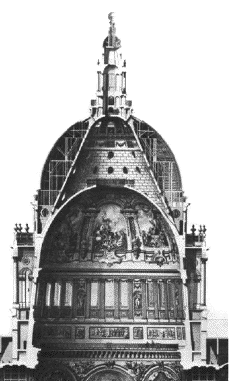
A kupola felépítése

Az is kihívást jelentett, hogy a székesegyházat gyenge, agyagos talajra alapozták, vagyis egy nagyobb nehezebb kupola alatt már lehet, hogy besüllyedt volna az épület. Ezért Sir Christopher szokatlan megoldáshoz folyamodott. Nem kupolát, hanem kúp formát építtetett a templomra. Ez szerkezetileg könnyű volt, ráadásul jóval kevesebb építőanyag kellett hozzá, mint egy hagyományos kupolához. Erre a kúp formára ezután kívül és belül, és ráépítettek egy-egy réteget, hogy úgy nézzen ki, mintha gömbkupola lenne.